# Hawaiian Airlines
Hawaiian Airlines ist eine US-amerikanische Fluggesellschaft mit Sitz in Honolulu im Bundesstaat Hawaii und Basis auf dem Honolulu International Airport.

## Geschichte

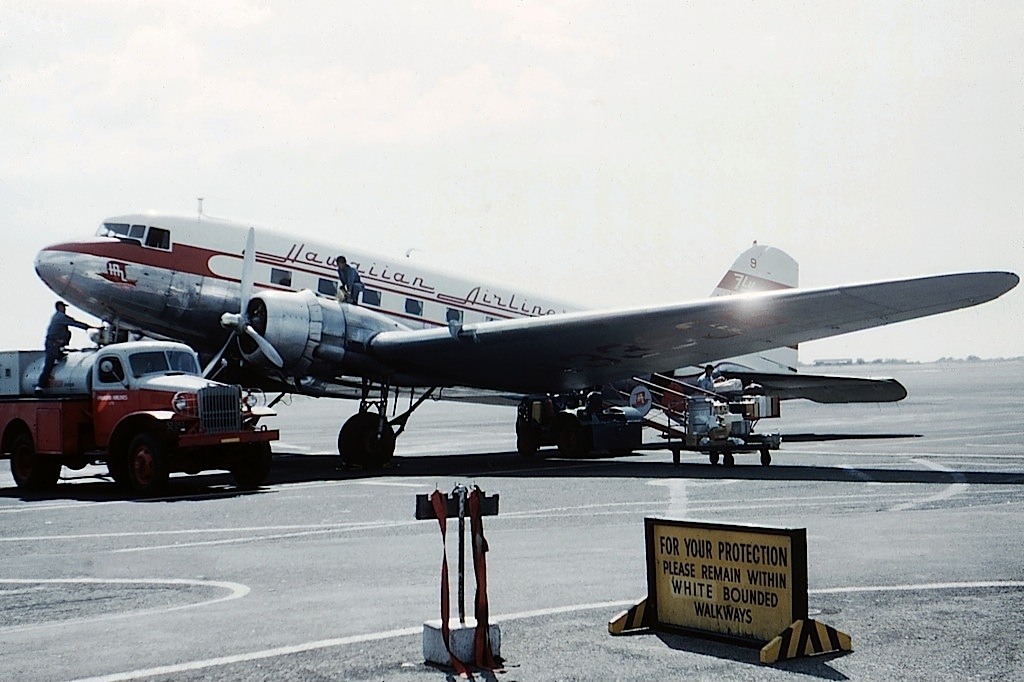
Douglas DC-3 der Hawaiian Airlines

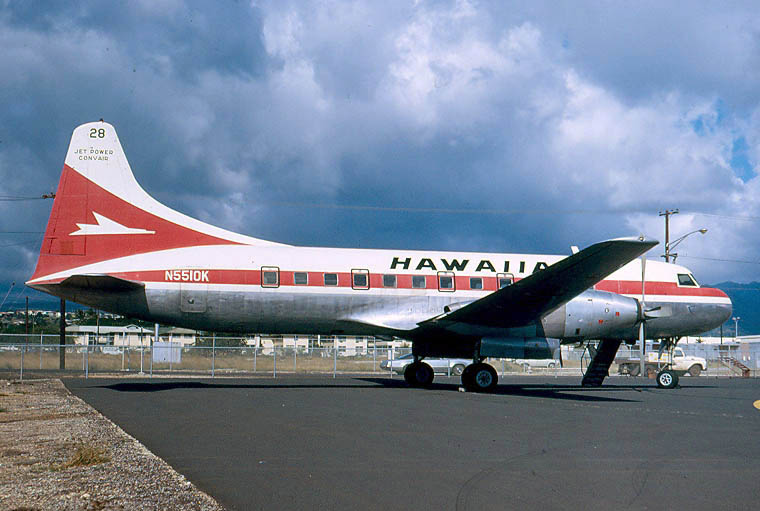
Convair CV-640 der Hawaiian Airlines

Hawaiian Airlines wurde am 30. Januar 1929 unter dem Namen Inter-Island-Airways gegründet und begann den Flugbetrieb auf den Inseln im November desselben Jahres mit zwei Sikorsky S-38 sowie ab 1935 auch S-43. 1941 wurde sie in Hawaiian Airlines umbenannt. Im selben Jahr wurden die alten Sikorskys ausgemustert und durch neue Douglas DC-3 ersetzt. Dieses Flugzeug war mehr als zwanzig Jahre lang das „Arbeitstier“ der Fluggesellschaft und wurde erst 1966 durch die strahlgetriebene Douglas DC-9 ersetzt.
In den 1980ern wurden die Flugziele ausgeweitet – mit drei Douglas DC-8 wurden ab 1984 Flughäfen auf Pago Pago, Amerikanisch-Samoa und Tonga angeflogen. Kurze Zeit später wurden fünf Lockheed L-1011 TriStar gekauft, mit denen tägliche Flüge zur amerikanischen Westküste eingerichtet wurden. Mit der Zeit wurde diese Verbindung weiter ausgebaut; außerdem wurden Verbindungen nach Tahiti und Rarotonga hinzugefügt. 1993 ersetzte Hawaiian Airlines ihre L-1011 TriStar durch McDonnell Douglas DC-10.
2001 begann die Gesellschaft eine umfassende Flottenmodernisierung. Bis 2003 kaufte sie 13 neue Boeing 717-200 für den Inselverkehr und 14 neue Boeing 767-300ER für Langstrecken. Die neuen Flugzeugtypen ersetzten die veralteten DC-9 und DC-10. Im Mai 2006 wurde angekündigt, mit dem Kauf von vier weiteren 767-300 den Verkehr zwischen Hawaii und dem amerikanischen Festland weiter auszubauen.
Im Mai 2010 erhielt die Gesellschaft im Rahmen eines weiteren Flottenausbaus ihren ersten neuen von insgesamt 16 bestellten Airbus A330-200, die einige der 767 ablösten.
Am 23. Juli 2014 bestellte Hawaiian Airlines bei Airbus sechs A330-800neo; diese sollten eine bestehende Bestellung von ebenfalls sechs A350-800 ersetzen. Im März 2018 gab Hawaiian aber bekannt, Boeing 787-9 zu bestellen, welche die bestehenden Airbus A330-200 ersetzen sollen.
Im Oktober 2022 wurde bekannt, dass man für die virtuelle Linie von Amazon, Amazon Air, eine Frachterflotte betreiben werde, die bei den Elbe Flugzeugwerken in Dresden aus A330-Passagierflugzeugen umgebaut wird. Amazon sichert sich die Option, bis zu 15 % der Hawaiian-Anteile zu übernehmen.
Im Dezember 2023 wurde die geplante Übernahme von Hawaiian Airlines durch Alaska Airlines bekanntgegeben.
Am 18. September 2024 wurde die Übernahme durch Alaska Airlines abgeschlossen. Hawaiian Airlines ist somit eine Tochtergesellschaft der Alaska Air Group.

## Flugziele
Hawaiian Airlines fliegt neben den Inseln Hawaiis internationale Ziele in Amerika, Asien, Australien und Ozeanien an.
Codesharing
Hawaiian Airlines unterhält Codeshare-Abkommen mit folgenden Fluggesellschaften:
| - Air China - All Nippon Airways - American Airlines - China Airlines | - Delta Air Lines - jetBlue - Korean Air - Philippine Airlines | - Turkish Airlines - United Airlines - Virgin Australia |

## Flotte

### Aktuelle Flotte
Mit Stand vom Mai 2025 besteht die Flotte der Hawaiian Airlines aus 74 Flugzeugen mit einem Durchschnittsalter von 13,1 Jahren:
| Flugzeugtyp        | Anzahl | bestellt | Anmerkungen                   | Sitzplätze (Business/Economy) | Durchschnittsalter |
| ------------------ | ------ | -------- | ----------------------------- | ----------------------------- | ------------------ |
| Airbus A321neo     | 18     | 0        |                               | 189 (16/45/128)               | 06,5 Jahre         |
| Airbus A330-200    | 24     | 0        |                               | 278 (18/260) 294 (18/276)     | 12,0 Jahre         |
| Airbus A330-300P2F | 10     |          | betrieben für Amazon Air      | Cargo                         | 11,5 Jahre         |
| Boeing 717-200     | 19     | 0        | einer inaktiv                 | 123 (8/115) 128 (8/120)       | 23,4 Jahre         |
| Boeing 787-9       | 03     | 9        | Auslieferung seit Anfang 2024 | 300 (34/266)                  | 1,9 Jahre          |
| Gesamt             | 74     | 9        |                               |                               | 13,1 Jahre         |

### Aktuelle Sonderbemalungen
| Flugzeugtyp     | Luftfahrzeugkennzeichen | Bemalung  | Zeitraum           | Bild |
| --------------- | ----------------------- | --------- | ------------------ | --- |
| Airbus A321neo  | N208HA                  | „Moana 2“ | seit November 2024 | Bild gesucht Die Wikipedia wünscht sich an dieser Stelle ein Bild. Weitere Infos zum Motiv findest du vielleicht auf der Diskussionsseite . Falls du dabei helfen möchtest, erklärt die Anleitung , wie das geht. |
| Airbus A330-200 | N381HA                  | „Moana 2“ | seit Oktober 2024  | Bild gesucht Die Wikipedia wünscht sich an dieser Stelle ein Bild. Weitere Infos zum Motiv findest du vielleicht auf der Diskussionsseite . Falls du dabei helfen möchtest, erklärt die Anleitung , wie das geht. |
| Boeing 717-200  | N494HA                  | „Moana 2“ | seit Dezember 2024 | Bild gesucht Die Wikipedia wünscht sich an dieser Stelle ein Bild. Weitere Infos zum Motiv findest du vielleicht auf der Diskussionsseite . Falls du dabei helfen möchtest, erklärt die Anleitung , wie das geht. |

### Ehemalige Flugzeugtypen

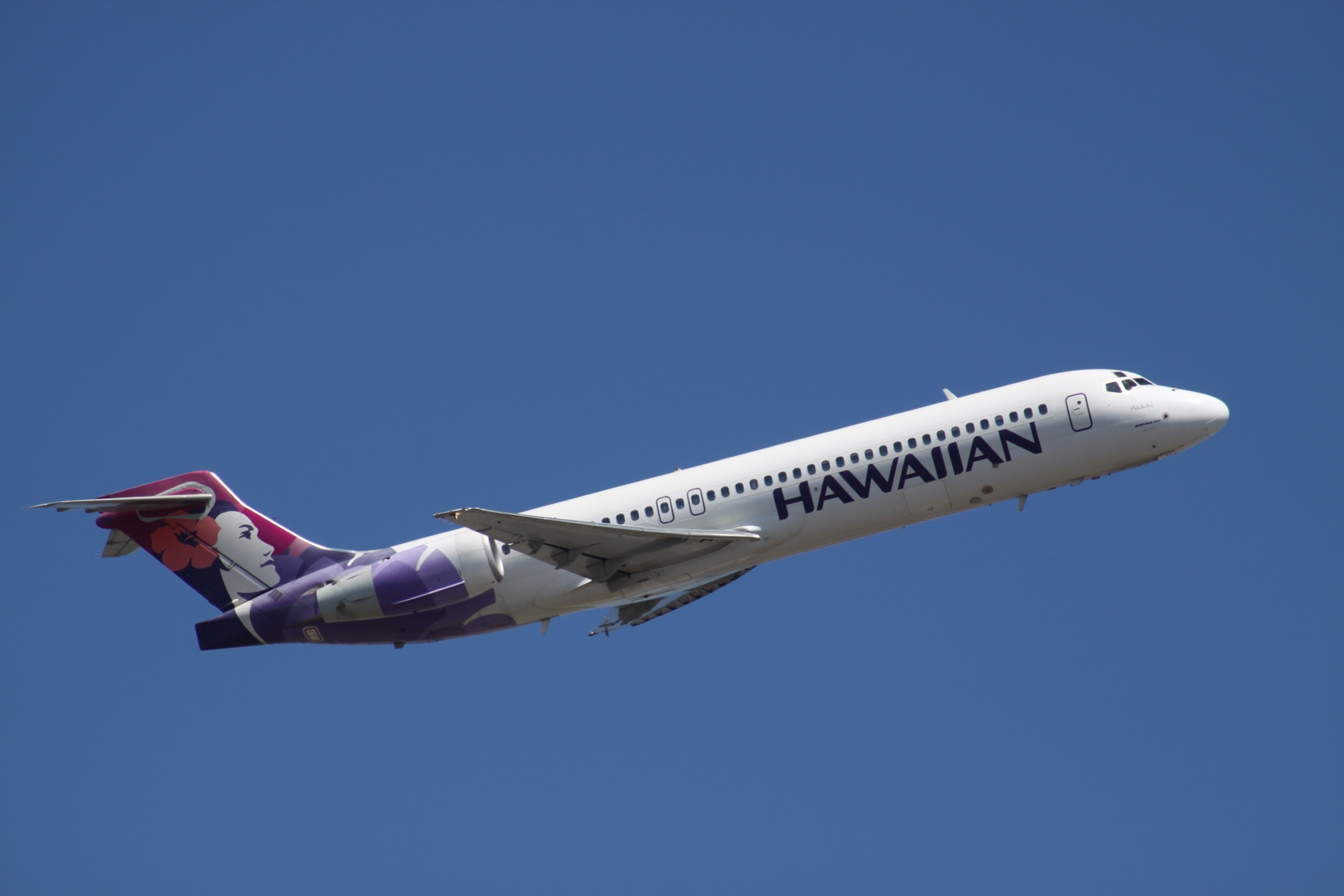
Boeing 717-200 der Hawaiian Airlines

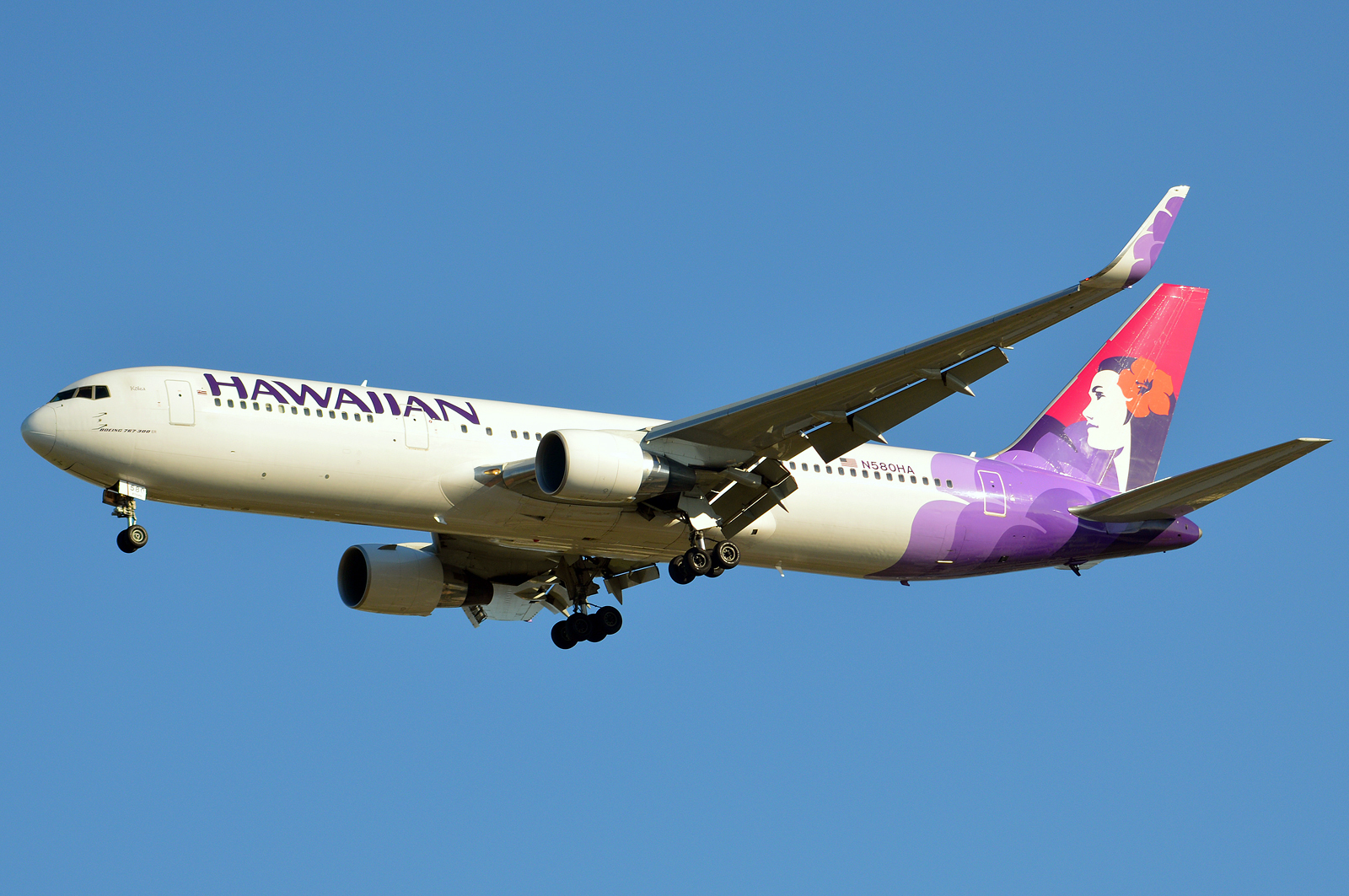
Boeing 767-300ER der Hawaiian Airlines

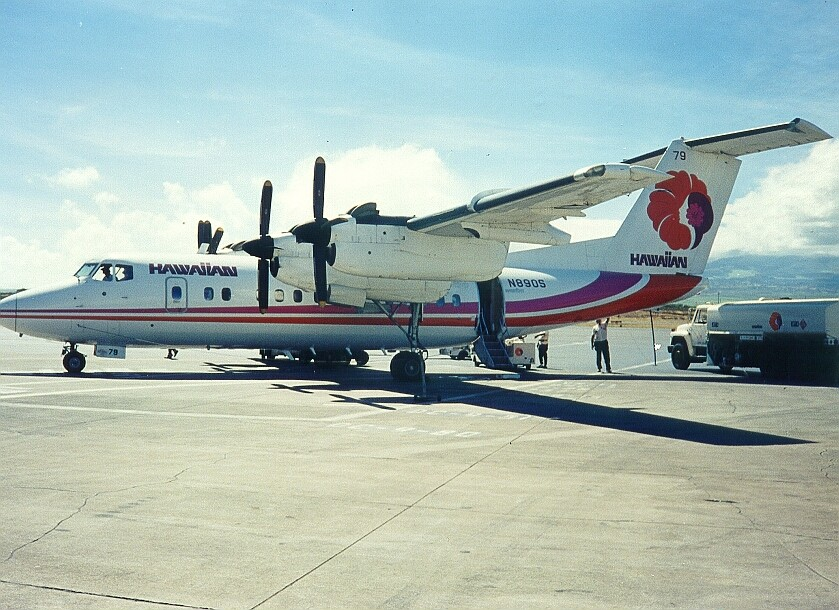
De Havilland Canada DHC-7 der Hawaiian Airlines, 1988

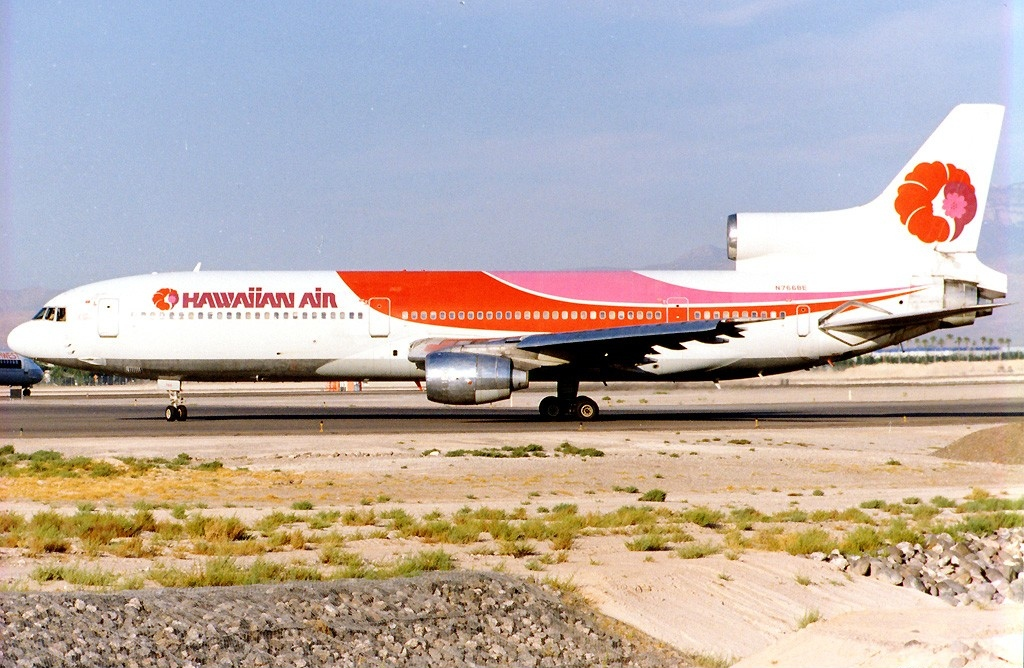
Lockheed L-1011-1 TriStar der Hawaiian Airlines, 1993

In der Vergangenheit betrieb Hawaiian Airlines unter anderem folgende Flugzeugtypen:
| Flugzeugtyp                    | Anzahl | Anmerkung | Einflottung | Ausflottung |
| ------------------------------ | ------ | --------- | ----------- | ----------- |
| Boeing 767-300(ER)             | 18     |           | 2001        | 2019        |
| Douglas DC-8-60/70             | 11     |           | 1983        | 1996        |
| McDonnell Douglas DC-9-10      | 07     |           | 1966        | 1972        |
| McDonnell Douglas DC-9-30      | 10     |           | 1967        | 1985        |
| McDonnell Douglas DC-9-50      | 21     |           | 1975        | 2002        |
| McDonnell Douglas DC-10-10/-30 | 25     |           | 1994        | 2003        |
| McDonnell Douglas MD-81        | 06     |           | 1981        | 1993        |
| de Havilland Canada DHC-7      | 08     |           | 1981        | 1994        |
| Douglas DC-8-62/-63            | 11     |           | 1983        | 1996        |
| Lockheed L-1011 TriStar        | 08     |           | 1985        | 1994        |
| Lockheed L188 Electra          | 11     |           | 1976        | 1980        |
| Short 330-100                  | 03     |           | 1978        | 1981        |

Außerdem wurden folgende Flugzeugtypen betrieben:
- Convair CV-640
- Sikorsky S-38
- Sikorsky S-43

### Ehemalige ’Ohana-Flugzeuge by Hawaiian

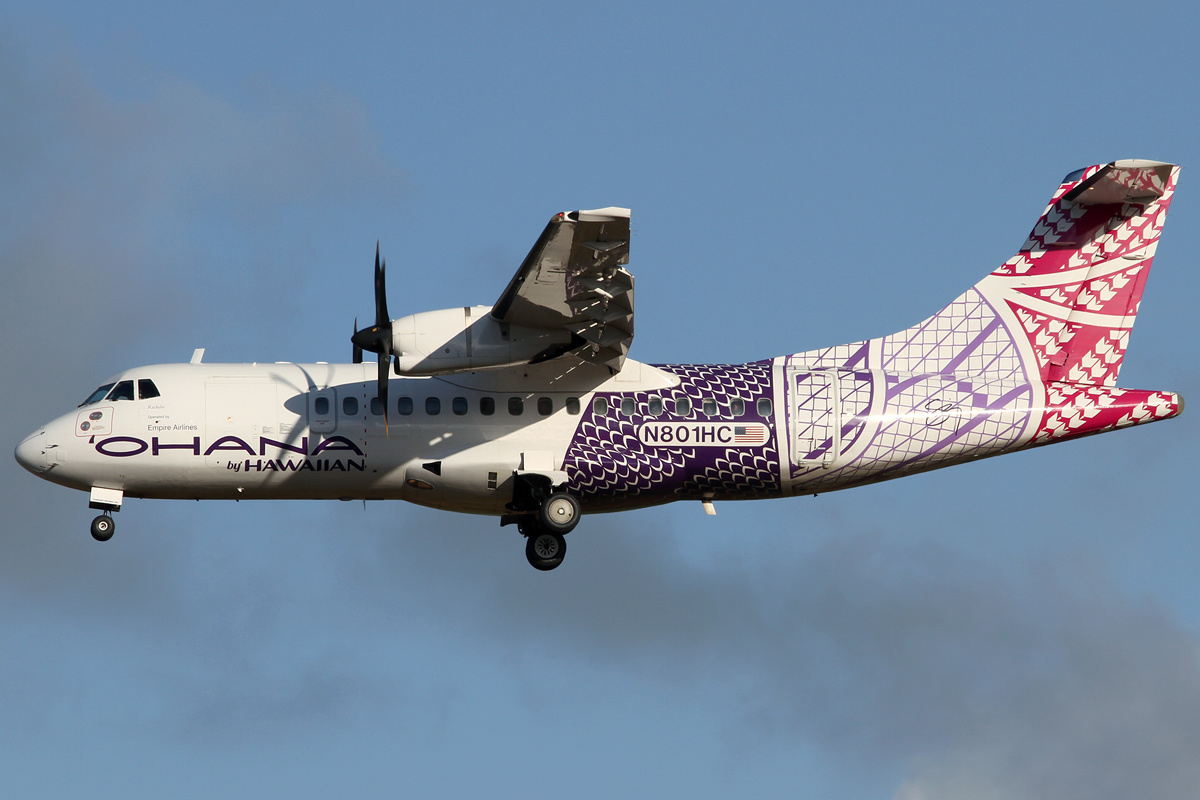
ATR 42-500 der ’Ohana by Hawaiian

Unter dem Namen ’Ohana by Hawaiian betrieb Hawaiian Airlines eine Tochtergesellschaft, die mit Turbopropflugzeugen Ziele auf den Inseln Hawaiis anflog.
Der Betrieb wurde am 5. Januar 2021 eingestellt.
Bei Einstellung bestand die Flotte der ’Ohana by Hawaiian aus sieben Flugzeugen mit einem Durchschnittsalter von 22,7 Jahren:
| Flugzeugtyp | Anzahl | bestellt | Anmerkungen                                      | Sitzplätze | Durchschnittsalter (Januar 2021) |
| ----------- | ------ | -------- | ------------------------------------------------ | ---------- | -------------------------------- |
| ATR 42-500  | 4      |          | betrieben durch Empire Airlines                  | 48         | 17,9 Jahre                       |
| ATR 72-200F | 3      |          | Frachtflugzeuge; betrieben durch Empire Airlines | –          | 27,4 Jahre                       |
| Gesamt      | 7      | -        |                                                  |            | 22,7 Jahre                       |

## Zwischenfälle
Hawaiian Airlines hat in ihrer Geschichte bisher keinerlei Unfälle mit Todesopfern oder Flugzeugverlusten zu verzeichnen.